# Reivilo
Reivilo este un oraș din Africa de Sud.